# Deania hystricosa
El quelvacho hocicudo, Deania hystricosa, es una especie de tiburón perro.
El quelvacho hocicudo tiene un hocico más largo, carece de aleta anal, pequeñas espinas dorsales, piel rasposa y áspera. La primera aleta dorsal es larga y estrecha. su tamaño máximo es de 109 cm.
Se encuentran en el Este de Atlántico alrededor de Madeira y en el oeste del Pacífico por el sur de Japón. Este tiburón es visto en raras ocasiones, vive a una profundidad entre 600 y 1.000 m. Es ovovivíparo, probablemente con alrededor de 12 crías por camada.